# Alice Bellandi
Alice Bellandi (28 de novembro de 1998) é uma judoca italiana. Foi medalhista de ouro nos Jogos Olímpicos de Verão de 2024 em Paris.
Em 2021, ela competiu na categoria feminina de 70 kg nos Jogos Olímpicos de Verão de 2020 em Tóquio, Japão. Nos Jogos Olímpicos de Verão de 2024, agora na categoria feminina de 78 kg, ela conquistou a medalha de ouro.
Bellandi é medalhista de prata do Grand Prix de Judô de Tel Aviv de 2019 na categoria –70 kg. Ela é abertamente lésbica.
Em 2022, Bellandi ganhou a medalha de prata em sua categoria no Grand Prix de Judô de Almada, realizado em Almada, Portugal. Ela conquistou uma das medalhas de bronze em sua categoria no Grand Slam de Judô de Tel Aviv de 2022, realizado em Tel Aviv, Israel.
Bellandi está noiva da judoca sul-africana, nascida no Brasil, Jasmine Martin.